# Sirius Isness
Sirius Isness – hiszpański zespół tworzący muzykę psytrance. W jego skład wchodzi dwóch członków: Davina Elmosnino i Max Peterson.
Sirius Isness współpracowało z takimi wytwórniami, jak Dragonfly Records, Shiva Space Japan, Yellow Sunshine Explosion, Space Tribe Music, 3D Vision czy Spun Records. Muzycy mają do dziś wiele koncertów na całym świecie.

## Dyskografia
- Mind Your Own Isness (2006)
- Trance Fusion (2006)
- Breaking the Matrix (2005)
- Resolution of Duality (2004)